# Kārlis Ulmanis
Kārlis Augusts Vilhelms Ulmanis (født 4. september 1877 i Bērze i Letland (Det Russiske Kejserrige), død 20. september 1942 i Krasnovodsk, Turkmenske SSR, Sovjetunionen) var en lettisk politiker, medlem af Den Letiske Bondeunion (LZS). Han var under fire perioder statsminister og præsident 1936–1940.
Letlands Statsminister
- 18. november 1918 – 17. juni 1921
- 23. december 1925 – 4. maj 1926
- 24. marts 1931 – 5. december 1931
- 17. marts 1934 – 19. juni 1940

Letlands Præsident
- 11. april 1936 – 21 juli 1940

Ulmanis studerede landbrugsvidenskab på ETH Zürich i Schweiz og ved Leipzig Universitet i Tyskland, Han arbejdede derefter i Letland som en forfatter, foredragsholder og leder i landbruget. Han var politisk aktiv i 1905-revolutionen og sad en kort tid fængslet i Pskov. Derefter flygtede han fra Letland for at undgå de russiske myndigheder. I perioden i eksil studerede Ulmanis ved University of Nebraska i USA, hvor han tog en Bachelor of Science eksamen i landbrugsvidenskab. Efter at have arbejdet kortvarigt ved dette universitet som underviser, flyttede Ulmanis til Houston i Texas, hvor han havde købt en mejerivirksomhed. Ulmanis kom tilbage til Letland fra eksil i 1913 efter at være blevet informeret om, at det var sikkert at vende tilbage på grund af den russiske zar Nikolaj 2.s erklæring om en generel amnesti. Denne sikkerhed blev kortvarig, eftersom første verdenskrig brød ud et år senere.
Efter Letlands uafhængighedserklæring den 18. november 1918 blev han senere på året landets første statsminister og sad på posten frem til 1921. Han sad på statsministerposten i yderligere to korte perioder i vinteren og foråret 1925/1926 og i ti måneder i 1931. Den 15. maj 1934 sluttede perioden med parlamentariske regeringer i Letland ved et statskup, hvorefter Kārlis Ulmanis regerede autoritært, først som statsminister og fra 1936 som præsident. Ulmanis blev afsat i 1940 i forbindelse med Sovjetunionens besættelse af de baltiske lande og søgte om af få pension og tilladelse til at emigrere til Schweiz hos de sovjetiske myndigheder, men som tidligere præsident blev Ulmanis deporteret først til Stavropol i Russiske SFSR og derefter til Gulag i Krasnovodsk, hvor han døde af dysenteri i 1942.
I efterkrigstidens Lettiske SSR karakteriserede det sovjetiske regime Ulmanis og hans Bondeunion-regering som typiske fascister, der ideologisk set ikke var meget anderledes end nazister. På billedet af Ulmanis fra 1934 kan det ses, at han mødes af sine tilhængere med den romerske hilsen (udstrakt arm med åben håndflade og udspilede fingre), en hilsen som blev brugt af fascistiske partier i hele Europa samt nogle katolske organisationer.
Blandt de lettiske emigranter i eksil, som for en stor dels vedkommende tilhørte hans eget parti Bondeunionen, blev Ulmanis betragtet som en helt af mange af dem, der mente, at hans 6-årige autoritærestyre fra 1934 til 1940 var en guldalder for den lettiske nation. Nogle af de traditioner, Ulmanis indførte som Draudzīgais aicinājums (velgørenhedsdonationer til en tidligere skole), følges stadig i dag.
I det moderne, uafhængige Letland er Ulmanis stadig populær, men også en kontroversiel person. Mange letter betragter ham som et symbol på Letlands uafhængighed i efterkrigstidens Letland, især hans tidligere rolle som statsminister i sin første år og giver Ulmanis påskønnelse for forbedringerne af landets økonomi i 1930'erne. Andre mener, at en person, der opløste parlamentet og indførte et autoritært regime, ikke kan betragtes som en positiv rollefigur, selv om hans regering øgede landets og folkets velstand.
Et tegn på Ulmanis popularitet i Letland i de første år efter, at landet opnåede uafhængighed fra Sovjetunionen, var, at hans brors barnebarn Guntis Ulmanis blev valgt som præsident i Letland for perioden 1993-1999.
En af de vigtigste gader i Riga er opkaldt efter ham (K. Ulmaņa gatvė). For nylig er også et monument for Ulmanis blevet rejst i en park i det centrale Riga. Det lettiske postvæsen udgav i 2001 et frimærke med Ulmanis` portræt. Hans portræt findes også på de lettiske 50-Lats sedler.